# Marco racerbåt

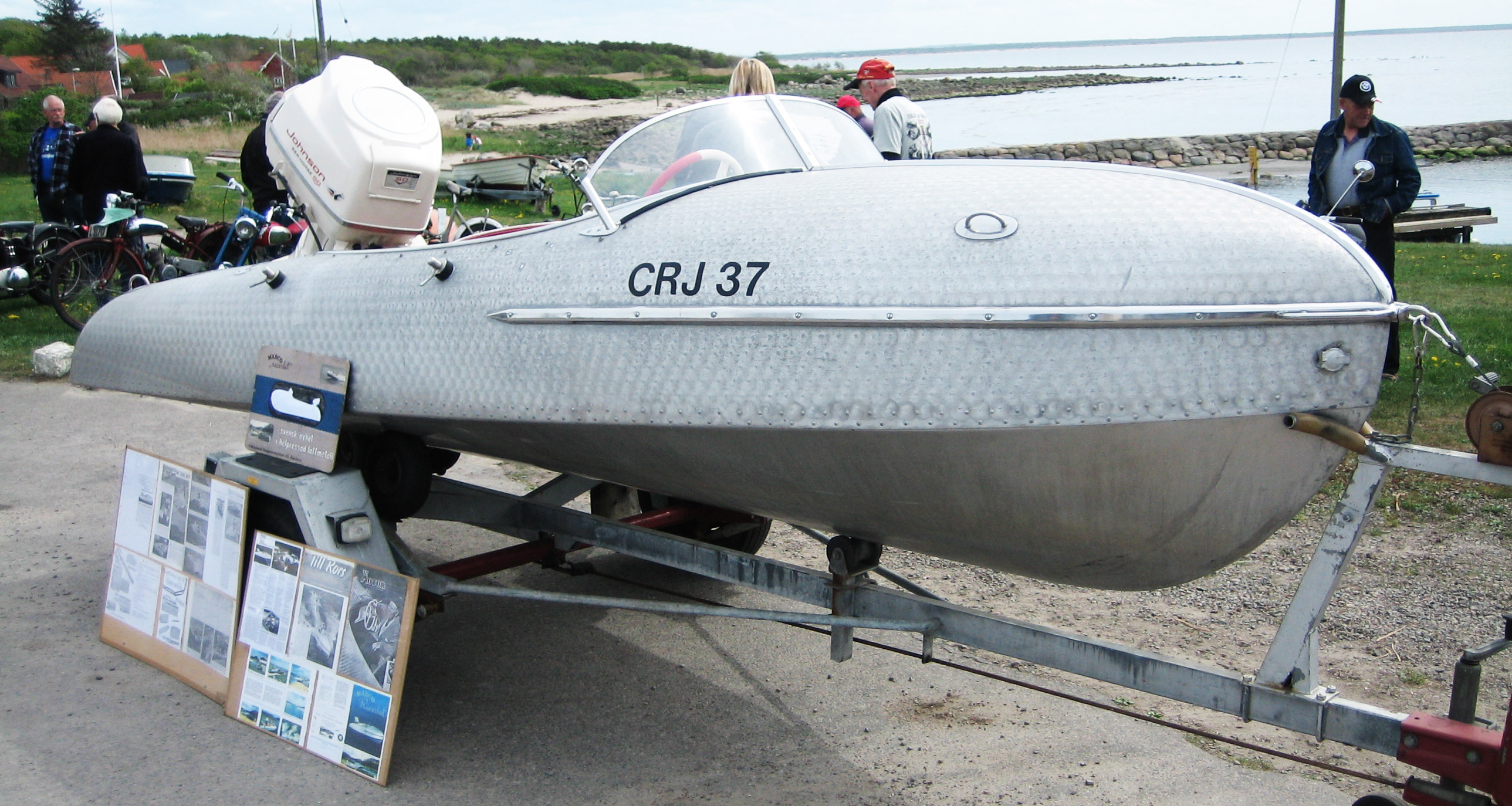
Marco racerbåt

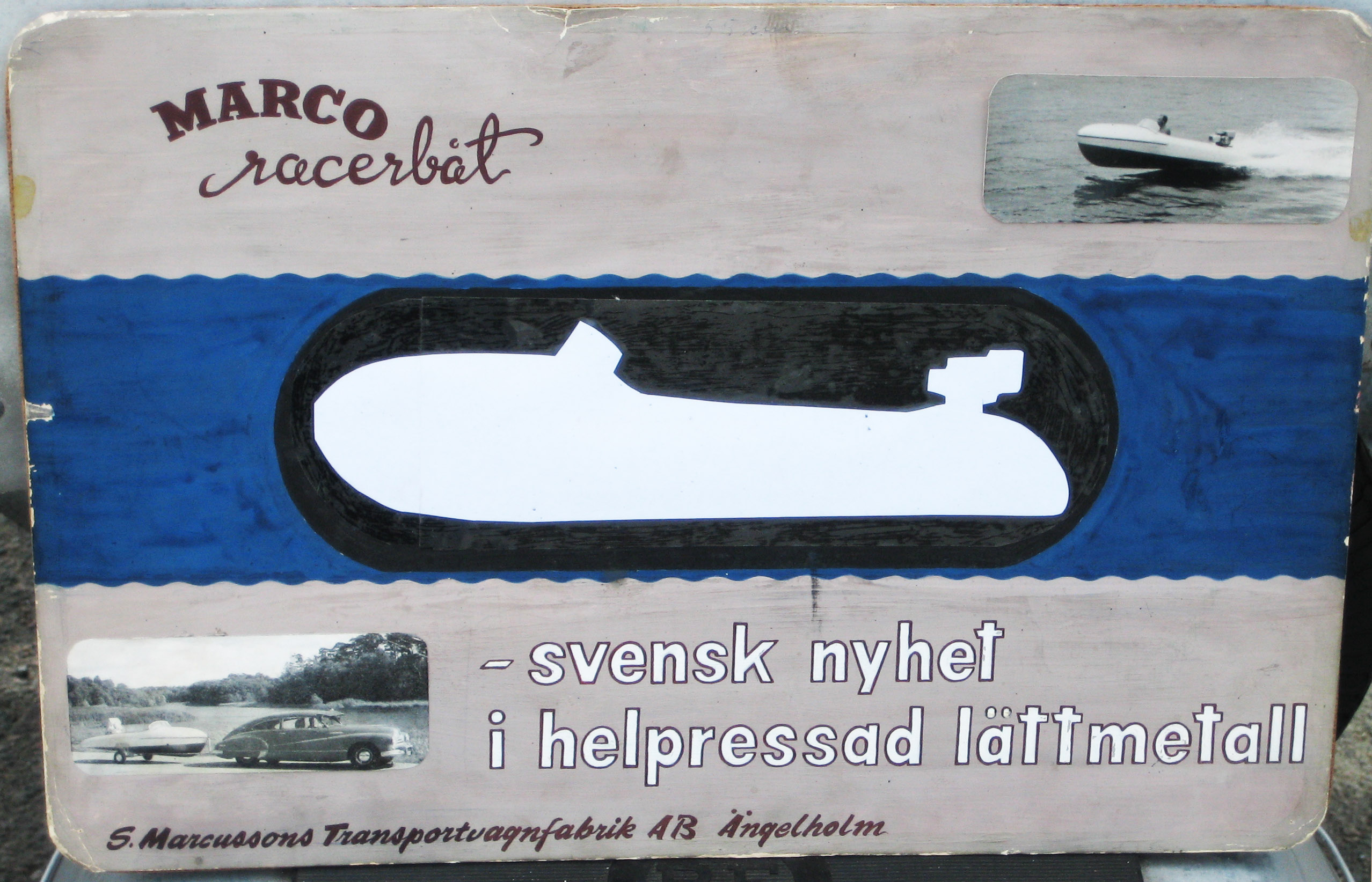
Med båten samtida reklamskylt

Marco racerbåt är en i sex exemplar tillverkad svensk motorbåt från sent 1940-tal.
Tillverkare av Marco var S. Marcussons transportvagnfabrik i Ängelholm. Båten är av rosenpolerad aluminium, dryga fyra meter lång med ett runt och bulligt fördäck och har en för 40-talet futuristisk raketlik design. Båten fick stor publicitet i pressen, med bland annat prins Bertil som spekulant. Båten blev trots det inte någon succé, mycket på grund av det höga priset.